# Cachar (huyện)
Huyện Cachar là một huyện thuộc bang Assam, Ấn Độ. Huyện lỵ là Silchar. Huyện Cachar có diện tích 3786 ki lô mét vuông. Đến thời điểm năm 2001, huyện Cachar có dân số 1442141 người.